# Adelheid av Pommern
Adelheid av Pommern, född 1404/1410, död efter 1445, hertiginna av Sachsen-Lauenburg. Dotter till hertig Bogislav VIII av Pommern (död 1418) och Sofia av Holstein (död efter 1451).
Adelheid gifte sig 1428/1429 med hertig Bernhard II av Sachsen-Lauenburg (död 1463). Paret fick följande barn:
1. Johan V av Sachsen-Lauenburg (1439-1507), hertig av Sachsen-Lauenburg
2. Sophie av Sachsen-Lauenburg (död 1473), gift med hertig Gerhard II (VII) av Jülich-Berg (död 1475)